# 中村中学校・高等学校
中村中学校・高等学校（なかむらちゅうがっこう・こうとうがっこう）は、東京都江東区清澄二丁目に所在する私立中学校・高等学校。1903年、実業家の中村清蔵によって設立された私立深川女子技芸学校を起源とする。

## 沿革
- 1903年 - 深川女子技芸学校 設立
- 1909年 - 中村高等女学校 創立
- 1923年 - 関東大震災により校舎焼失
- 1925年 - 現在地に新校舎落成
- 1927年 - 制服制定
- 1928年 - 校歌制定
- 1945年 - 東京大空襲により校舎焼失
- 1947年 - 学制改革により中村中学校新設
- 1948年 - 中村高等学校に改称
- 1949年 - 新校舎落成
- 1959年 - 新校舎落成
- 1969年 - 中村中学校募集休止
- 1991年 - 中村中学校募集再開。制服改定
- 1999年 - 新校舎落成
- 2000年 - 高等学校普通科に国際コース設置
- 2005年 - 国際コースを国際科に改組
- 2006年 - 完全中高一貫校化（2009年度より高等学校の募集停止）
- 2009年 - 新制服制定
- 2017年 - 国際科に限り、高等学校の外部募集を再開。
- 2019年 - 普通科外部募集再開予定。創立100周年。
- 2020年 - 普通科外部募集を再開。
- 2022年 - 高校国際科を普通科国際コースへ移行。

## 創設者
中村清蔵(1861－1925)は、明治・大正時代の実業家。旧名は鈴木半次郎。1876年に、日本橋小網町の焼き芋屋から米穀商「上総屋」へと成功した千葉出身の叔父・清右衛門（初代清蔵）の養子となり、「上清（じょうせい）」の名で早くから深川正米市場に進出し米相場で成功し、同市場の有力者となった。1885年に東京市深川区深川佃町で「かねじょうみそ」の名で味噌醸造を始め（のちの日本味噌株式会社）、倉庫業にも進出。1901年中加貯蓄銀行会長、翌年倉庫銀行頭取に就任。1907年頃に正米市場を離れて実業方面に注力し、金城銀行、明治商業銀行、大日本製糖、日本護謨などの重役を務め、深川区議、東京府議も務めた。兄の孫に鈴木久五郎。

## 部活動
運動部
- バレーボール部
- バスケットボール部
- バドミントン部
- 硬式テニス部
- バトン部
- ダンス部
- 新体操部
- 剣道部
- サッカー部

文化部
- 吹奏楽部
- 家庭科部
- 書道部
- 軽音楽部
- 美術部
- 茶道部
- 写真部
- イラストレーション部
- 演劇部
- 放送部
- 合唱部
- 文芸部
- ボランティア部

## 交通
- 東京メトロ半蔵門線・都営大江戸線清澄白河駅より徒歩3分

## 制服
- 冬服 - ブレザー（ボタンジャケット）
- 夏服 - ベスト

※　中高共、2009年度より新制服誕生。

## 著名な出身者
- 森尾由美（中退。後に明治大学付属中野高等学校定時制に編入）
- ヨーコ・ゼッターランド
- 斎藤真由美（中退）
- 持田香織 (Every Little Thing)
- 朝比パメラ（旧名眞木パメラ）（中高）
- 乃下未帆（中高）
- 仲村由佳